# Montardit
Montardit (Okzitanisch: gleicher Name) ist eine französische Gemeinde mit 223 Einwohnern (Stand: 1. Januar 2022) im Département Ariège in der Region Okzitanien; sie gehört zum Arrondissement Saint-Girons, zum Gemeindeverband Couserans-Pyrénées und zum Kanton Portes du Couserans. Die Einwohner werden Ardimontans/Ardimontanes genannt.

## Geografie
Montardit liegt rund 63 Kilometer südsüdwestlich der Stadt Toulouse im Westen des Départements Ariège. Die Gemeinde besteht aus dem auf einer Anhöhe gelegenen Dorf Montardit, zahlreichen Weilern und Streusiedlungen sowie Einzelgehöften. Der Fluss Volp durchquert die Gemeinde in nördlicher Richtung und bildet streckenweise die Gemeindegrenze. Montardit liegt innerhalb des Regionalen Naturparks Pyrénées Ariégeoises. Weite Teile der Gemeinde sind bewaldet. Verkehrstechnisch liegt die Gemeinde wenige Kilometer von der D117 (von Foix nach Tarbes) entfernt.
Umgeben wird Montardit von den Nachbargemeinden Mérigon im Norden und Nordosten, Contrazy im Osten und Südosten, Montjoie-en-Couserans im Süden, Gajan im Südwesten sowie Lasserre im Westen.

## Geschichte
Der Fund einer Münze aus der Römerzeit belegt eine frühe Besiedlung. Die Gemeinde selber wurde als Bastide im Jahr 1195 gegründet. Sie war bis 1576 je zur Hälfte im Besitz des Bischofs von Toulouse und der Grafen von Foix. In den Religionskriegen erlitt sie im Jahr 1569 schwere Verwüstungen. Im Mittelalter lag der Ort innerhalb der Provinz Couserans, die wiederum ein Teil der Provinz Gascogne war. Die Gemeinde gehörte von 1793 bis 1801 zum District Saint-Girons. Zudem lag Montardit von 1793 bis 2015 innerhalb des Kantons Sainte-Croix-Volvestre. Die Gemeinde ist seit 1801 dem Arrondissement Saint-Girons zugeteilt. In seinem heutigen Umfang besteht die Gemeinde seit 1888. Damals wurde ein Teil des Gemeindegebiets abgespalten und der neuen Gemeinde Lasserre angegliedert.

## Bevölkerungsentwicklung
| Jahr                       | 1962 | 1968 | 1975 | 1982 | 1990 | 1999 | 2006 | 2019 |
| Einwohner                  | 224  | 202  | 198  | 163  | 135  | 145  | 178  | 207  |
| Quellen: Cassini und INSEE |      |      |      |      |      |      |      |      |

## Sehenswürdigkeiten
- Kirche Saint-Eutrope (auch Église de la Nativité-de-la-Sainte-Vierge genannt)
- Kapelle Notre-Dame-de-la-Goutte (auch la Grande Molle), von einem Pater zwischen 1968 und 1993 erbaut
- Pforte am östlichen Dorfeingang
- Denkmal für die Gefallenen[2]
- mehrere Wegkreuze